# 罗特巴克
罗特巴克（法語：Rothbach，发音：[ʁotbak] 或 [ʁotbax]）是法国下莱茵省的一个市镇，属于阿格诺-维桑堡区和赖什索芬县（Reichshoffen）。该市镇总面积7.99平方公里，2009年时的人口为481人。

## 人口
罗特巴克人口变化图示